# Seznam italských fotografek

Elena Somarè (* 1974)

Toto je seznam italských fotografek, které se v Itálii narodily nebo jejichž díla jsou s touto zemí úzce spojena.

## A
- Wilma Aris (* 1938), herečka, showgirl, fotografka a subreta, známá především svým působením v revue divadle během 50. let 20. století.

## B
- Martina Bacigalupo (* 1978)
- Letizia Battaglia (* 1935), fotografka a fotožurnalistka, dokumentovala sicilský život, nejznámější je díky dokumentaci mafie
- Vanessa Beecroftová (* 1969), moderní umělkyně žijící v Los Angeles, spojuje koncepční otázky a estetické problémy se zaměřením na velké performance, obvykle zahrnující živé modelky (často nahé).
- Monica Bonvicini (* 1965)
- Rossella Biscotti (* 1978)
- Rossella Bellusci (* 1947)

## C
- Ghitta Carellová (1899–1972), italsko-maďarská fotografka italské královské rodiny
- Lisetta Carmi (1924–2022)
- Giovanna Casotto (?)
- Virginia de Castiglione (Virginia Oldoini) (?)
- Carla Cerati (?)
- Elisabetta Catalano (1941–2015), výtvarná fotografka se specializací na portréty
- Marina Cicogna (1934–2023), filmová producentka a fotografka. Produkovala film Kráska dne, který v roce 1967 získal Zlatého lva na filmovém festivalu v Benátkách
- Martina Colombari (* 1975)
- Augusta Conchiglia (?)
- Tizza Covi (?)

## D
- Francesca Dani (?)
- Antonietta De Lillo (?)
- Agnese De Donato (?)
- Yvonne De Rosa (?)

## E
- Maria Eisnerová (1909–1991), italsko-americká fotografka, editorka fotografií a fotoagentka, nejdříve působila v Evropě, později se přestěhovala do Spojených států. Byla jednou ze zakladatelek umělecké agentury Magnum Photos.

## F

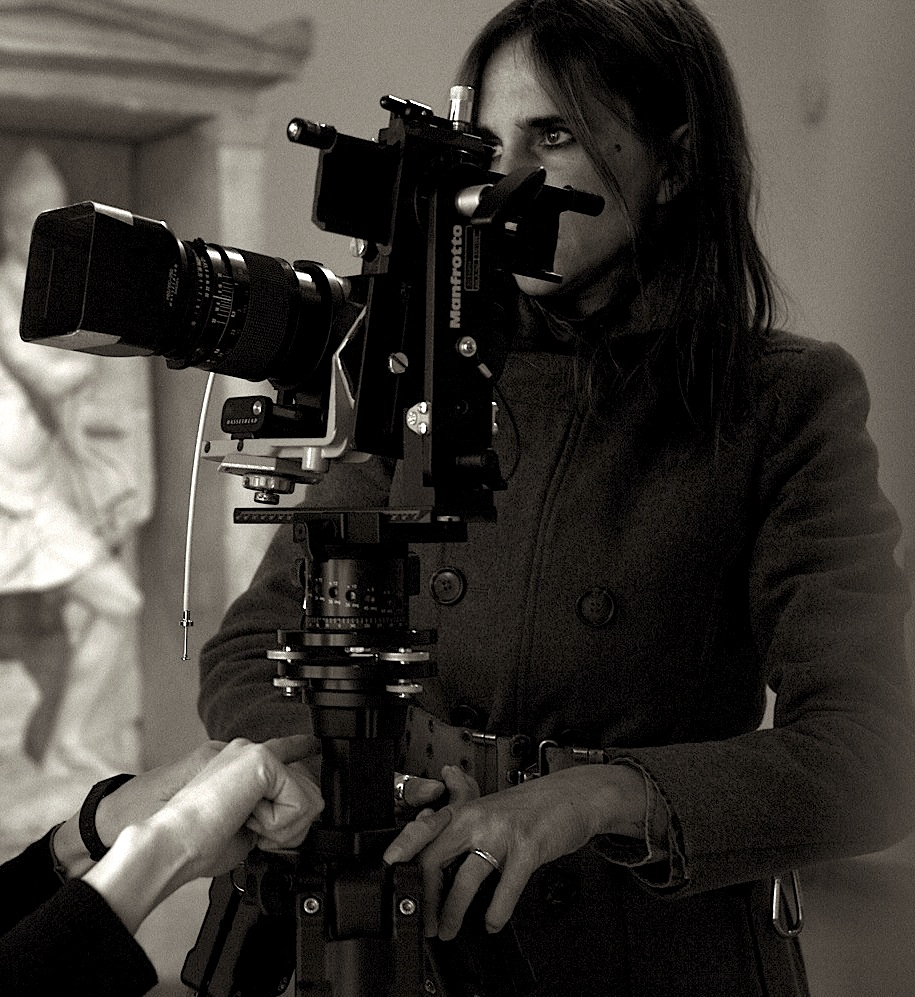
Giorgia Fiorio (* 1967), fotografka, výtvarnice a esejistka z Turína

- Tea Falco (* 1969), herečka a fotografka, mezi její zásluhy patří Me and You, Sotto una buona stella a televizní show The Young Montalbano.
- Inge Feltrinelli (1930–2018)
- Giorgia Fiorio (* 1967), fotografka, výtvarnice a esejistka z Turína

## G
- Paola Ghirotti (* 1955)
- Domiziana Giordanová (* 1959)
- Ada Grilli Bonini (* 1947)

## K
- Živa Kraus (?)

## L
- Luisa Lambri (* 1969)

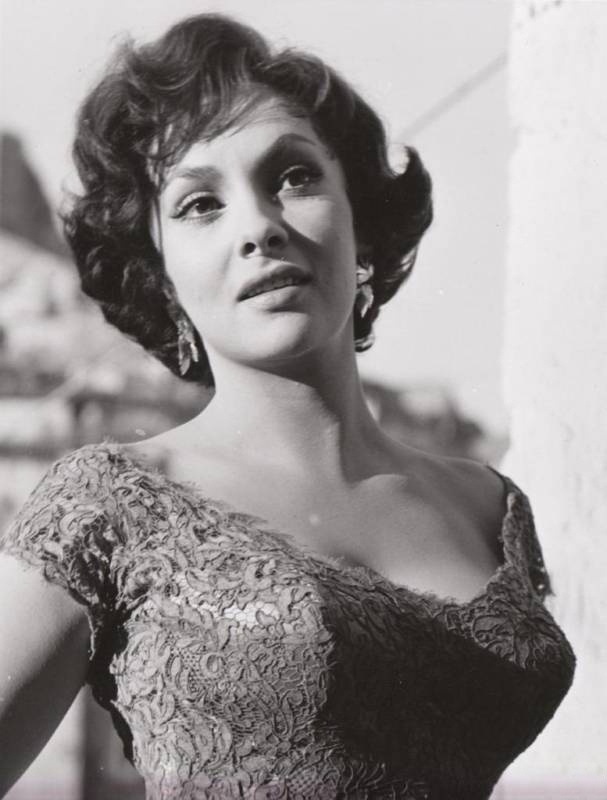
Gina Lollobrigida (1927–2023), filmová herečka a fotožurnalistka

- Gina Lollobrigida (1927–2023), filmová herečka a fotožurnalistka

## M

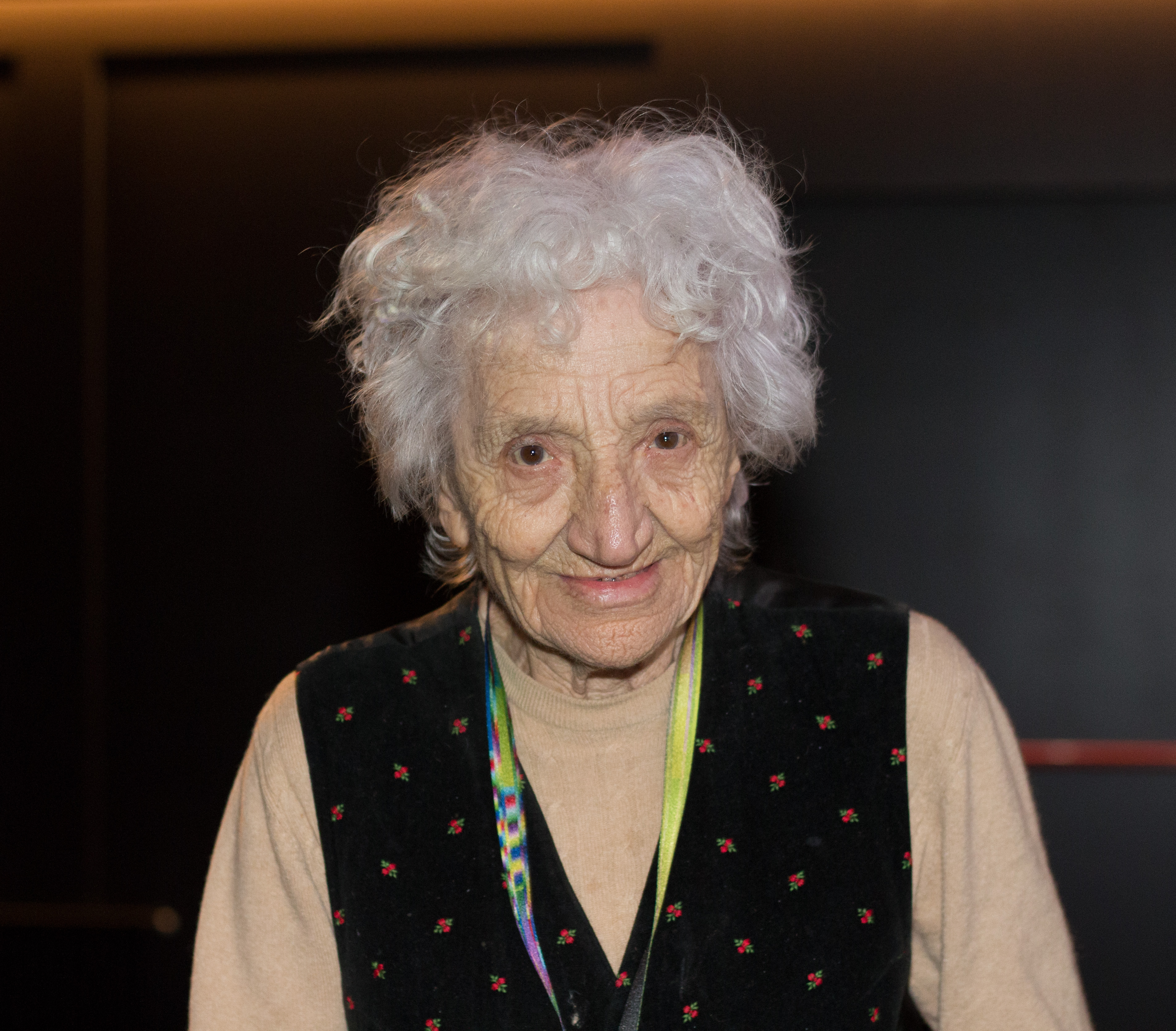
Cecilia Mangini (1927–2021), dokumentaristka, scenáristka a fotografka, první a nejdůležitější italská dokumentaristka poválečného období

- Cecilia Mangini (1927–2021), dokumentaristka, scenáristka a fotografka, první a nejdůležitější italská dokumentaristka poválečného období, často pracovala se svým manželem Linem Del Fra, a dalšími italskými intelektuály, jako Pier Paolo Pasolini. Její práce byly sociálně kritické a komunistické.
- Raffaela Mariniello (?)
- Ottonella Mocellinová (* 1966), fotografka a videoumělkyně se sídlem v Miláně, pracuje s textem, zvukovou instalací, performance a site specific projekty, otázky identity a lidských vztahů.
- Tina Modottiová (1896–1942), italská fotografka, modelka, herečka a revoluční politická aktivistka Kominterny, roku 1913 se přestěhovala do USA, kde pracovala jako modelka a následně jako fotografka. V roce 1922 se přestěhovala do Mexika, kde se stala aktivní komunistkou. Významná je její spolupráce s fotografem Edwardem Westonem.
- Valentina Murabitová (* 1981), fotografka a vizuální umělkyně, její fotografické práce jsou hybridem mezi různými uměleckými formami, které se prolínají v experimentální analogové fotografii

## N
- Dianora Niccolini  (* 1936)

## O
- Virginia Oldoini (?)

## P
- Marilù Parolini (?)

## R
- Priscilla Rattazziová (* 1956), módní a portrétní fotografka v New Yorku v průběhu 80. let
- Francesca Rivetti (* 1972) aktivní v Miláně, minimalisticky proměňuje člověka v mravence vůči vesmíru, jakoby v paralelních světech, odtělesněných a sublimovaných pomocí rozptýlených barev
- Annabella Rossi (?)

## S
- Chiara Samugheo (1935–2022), neorealistická fotografka a fotožurnalistka, známá jako první profesionální fotografka v Itálii, která si vybudovala reputaci během 50. a 60. let fotografováním filmových hvězd a celebrit ve své zemi
- Floria Sigismondi (* 1965), italsko-kanadská filmová režisérka, scenáristka, režisérka videoklipů, výtvarnice a fotografka
- Elena Somarè (* 1974)
- Lucia Simion (?)
- Giovanna Sonnino (?)

## T
- Alessandra Tesi (* 1969), instalace založené na fotografických obrazech a pomocí světla a projekcí, často spočívajících na skleněných podpěrách
- Grazia Toderi (?)

## W
- Wanda Wulzová (1903–1984), experimentální fotografka, portréty hudebníků, tanečníků a herců v Terstu, členka futuristického hnutí, zachycovala pohyb, využívala koláže, fotomontáže nebo vícenásobné expozice